# Wilhelm Liebenow
Johannes Wilhelm Liebenow (* 13. Oktober 1822 in Bad Schönfließ; † 21. Juli 1897 in Berlin) war ein deutscher Topograf und Kartograf.

## Leben

### Familie und Ausbildung
Wilhelm Liebenow wurde als Sohn eines Hofbesitzers im neumärkischen Schönfließ bei Frankfurt an der Oder geboren. Er besuchte die Große Knabenschule in seiner Geburtsstadt und begann 1836, nach dem frühen Tode des Vaters, eine Lehre als Kaufmann in Königsberg in der Neumark. 1841 trat er in Berlin als Freiwilliger in die Preußische Armee ein, wo er als Feuerwerker bei der Garde-Artillerie diente.

### Beruflicher Werdegang

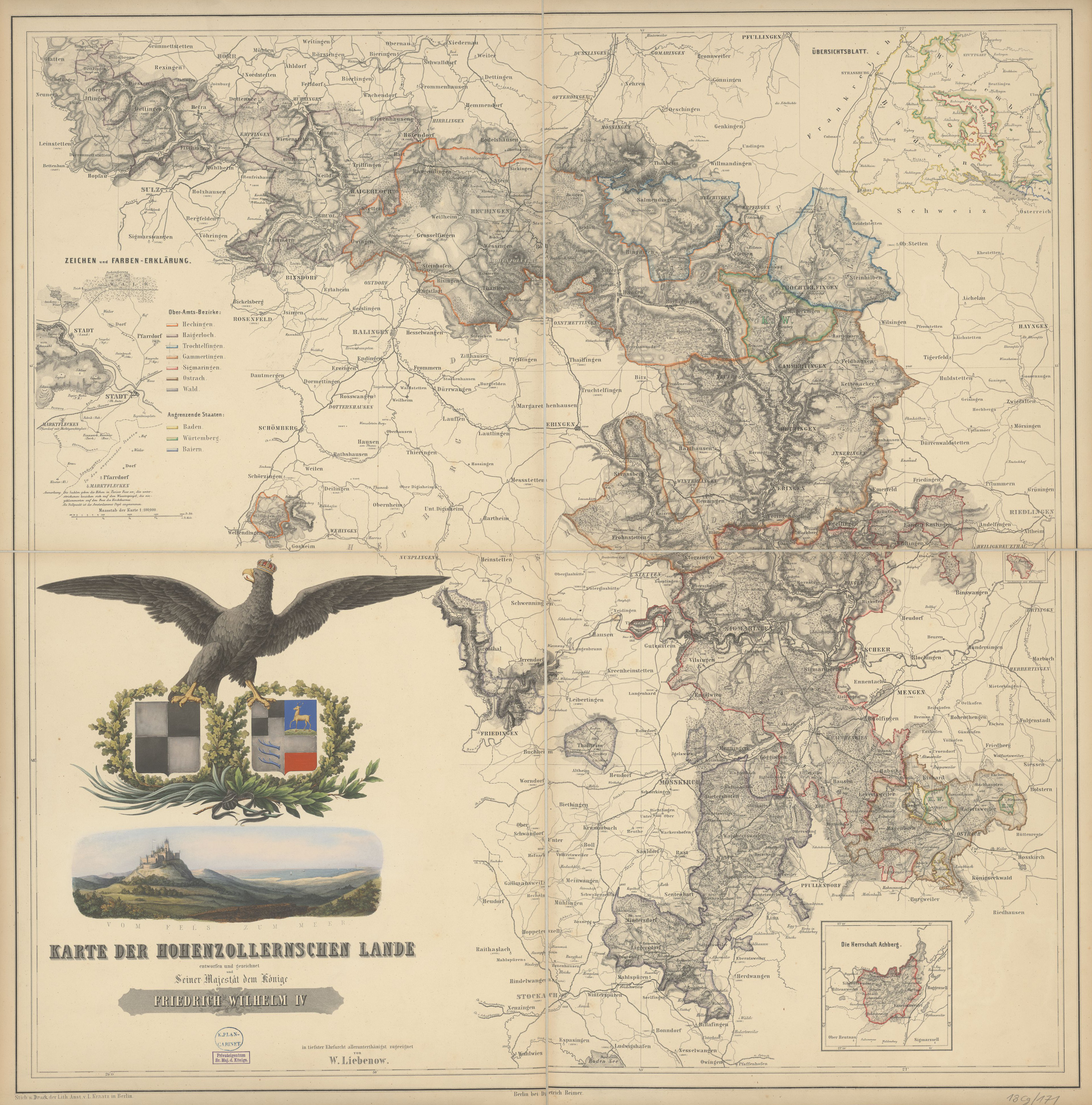
Karte der Hohenzollernschen Lande, Berlin 1854

Im Selbststudium las eine große Zahl wissenschaftlicher Werke und hörte an der Berliner Universität Vorlesungen, unter anderem bei dem Geographen Carl Ritter, für dessen Atlas von Asien er eine Karte von Galiläa zeichnete. Er besuchte aber auch Seminare bei dem Physiker Heinrich Wilhelm Dove und dem Chemiker Eilhard Mitscherlich. 1847 wurde er wegen seiner Geschicklichkeit im Zeichnen und Entwerfen an die topographische Abteilung des Großen Generalstabes versetzt. Der Leiter der Abteilung Major Gustav Eduard von Hindersin gehörte seitdem zu seinen Förderern ebenso der Major im Generalstab Albrecht von Roon, der spätere Feldmarschall und Kriegsminister.
Nachdem sich Liebenow mit der Technik der Landaufnahme vertraut gemacht hatte, wurde er häufig zu Vermessungsarbeiten abkommandiert. Als man gegen Ende der 1840er Jahre plante, Trier in eine Festung ersten Ranges umzubauen, war er ein ganzes Jahr mit Rekognoszierungen im Moselland beschäftigt. Dabei erwachte in ihm das Interesse an der Alterthumskunde und gab ihm Veranlassung, eine Karte der Gegend von Trier mit Angabe aller damals bekannten Reste aus der Römerzeit zu veröffentlichen. In Begleitung seines ehemaligen Lehrers Eilhard Mitscherlich unternahm er 1850 eine Reise durch die Eifel und fertigte bei dieser Gelegenheit eine große Anzahl von Skizzen, Karten und Reliefmodellen der erloschenen Vulkane an, die Mitscherlich später in seinem 1865 veröffentlichtem Werk Ueber die vulkanischen Erscheinungen in der Eifel und über die Metamorphose der Gesteine durch erhöhte Temperatur nutzte.
Nach Berlin zurückgekehrt kam Liebenow mit Alexander von Humboldt in engeren Kontakt, der bis an sein Lebensende sein Mentor blieb. Auf dessen Rat hin widmete er eine von ihm entworfene Karte der Hohenzollernsche Lande im Maßstab 1:100.000, die 1854 auch im Druck erschien, dem preußischen König Friedrich Wilhelm IV. und erhielt dafür 1852 die große goldene Medaille für Wissenschaft. 1854 wurde Liebenow als technischer Beamter bei der Eisenbahnabteilung des Ministeriums für Handel, Gewerbe und öffentliche Arbeiten angestellt. Als solcher hatte er 40 Jahre hindurch wesentlichen Anteil an der Bearbeitung der amtlichen Eisenbahnkarten und den alljährlich erscheinenden Statistischen Nachrichten von den Preußischen Staatseisenbahnen.
Neben seinen dienstlichen Verpflichtungen übernahm er noch zahlreiche Privatarbeiten, vor allem für die Berliner Kartenverleger Schropp, Nicolai und Dietrich Reimer. 1866 schied er als Premierleutnant aus der Preußischen Armee aus. Ende der 1860er Jahre war er ausgiebig bei der preußischen Landesaufnahme beschäftigt. Etwa 350 Meßtischblätter aus Mitteldeutschland sind im Wesentlichen von ihm. Weitere Ergebnisse dieser Vermessungen waren zwei topographische Karten der Fürstentümer Lippe-Detmold und Schaumburg-Lippe von 1870. Sein Hauptwerk, die erst 1884 vollendete Spezialkarte von Mitteleuropa in 164 Blättern im Maßstab 1:300.000, wurde um diese Zeit auf Anregung des Chefs des Generalstabs Helmut von Moltke begonnen. Die westlichen Sektionen dieser Karte, welche die Landschaften vom Rhein bis Paris umfassten, mussten wegen des drohenden Krieges gegen Frankreich unter großem Zeitdruck hergestellt werden. Sie erschienen noch vor der Kriegserklärung Frankreichs und hatten den deutschen Truppen, denen 50.000 Abzüge zur Verfügung standen, während des Marsches wesentliche Dienste geleistet. Liebenow selbst war während des Krieges Mitglied der zum Großen Hauptquartier gehörenden Eisenbahn-Exekutivkommission und erwarb sich durch seine Verdienste das Eiserne Kreuz und den bayerischen Militärverdienstorden. Während der Friedensverhandlungen zu Versailles und zu Brüssel wurde er bei der Feststellung der neuen deutsch-französischen Grenze von Otto von Bismarck als kartographischer Sachverständiger herangezogen. Die endgültige Grenze wurde in zwei Exemplare seiner Spezialkarte von Mitteleuropa eingetragen, und diese den amtlichen Vertragsprotokollen vom 26. Februar 1871 beigefügt.
Nach dem Frieden von Frankfurt wurde Liebenow zum Geheimen Rechnungsrat und zum Direktor des kartographischen Büros des Ministeriums der öffentlichen Arbeiten in Berlin, später auch noch zum Vorstand der Plankammer für die Bauabteilung, ernannt. Auch in dieser Stellung fand er Zeit, eine große Zahl von Kartenwerken zu veröffentlichen, die meist mehrere Auflagen erlebten. 1882 wurde er mit der goldenen Medaille für Kunst und Wissenschaft von König Karl von Württemberg und der Medaille für Kunst und Wissenschaft von Großherzog Friedrich Franz II. von Mecklenburg-Schwerin ausgezeichnet. Am 1. Oktober 1891 beging er unter großer Anteilnahme sein fünfzigjähriges Dienstjubiläum. Für seine Verdienste wurde ihm im gleichen Jahr der preußische Kronenorden II. Klasse verliehen. Im folgenden Jahr erhielt er den Charakter als Professor. 1894 trat er in den Ruhestand und wurde zum Geheimen Regierungsrat ernannt. Auch jetzt arbeitete er noch weiter, revidierte seine Kartenwerke und gab verschiedene Neuauflagen heraus.
Wilhelm Liebenow starb am 21. Juli 1897, im Alter von 76 Jahren, in Berlin-Schöneberg an einem Herzinfarkt. Er war langjähriges Mitglied in der Brandenburgia, der Gesellschaft für Heimatkunde der Provinz Brandenburg.

### Werke
Von seinen Kartenwerken, die zum Teil hohe Auflagen erlebten, sind besonders hervorzuheben die Uebersichtskarte von Centraleuropa sechs Blätter im Maßstab 1:1.250.000 von 1860, die Generalkarte von der Provinz Schlesien zwei Blätter im Maßstab 1:400.000 von 1861, eine Specialkarte vom Riesengebirge im Maßstab 1:50.000 von 1862, eine Specialkarte des nordwestlichen Deutschland in sechs Blättern von 1864, der Atlas der neueren Erdbeschreibung für Schule und Haus in 30 Karten von 1865, Specialkarte der Grafschaft Glatz von 1865, eine Karte von Südböhmen und Mähren von 1866, eine Specialkarte von Schleswig-Holstein und Lauenburg von 1867, eine Neue Specialkarte von den Provinzen Rheinland und Westfalen in 35 Blättern von 1867, eine Karte vom Preußischen Staate in 12 Blättern von 1867, ein Situationsplan von Berlin und Umgegend in neun Blättern im Maßstab 1:6.250 von 1867, eine Specialkarte von Westdeutschland in 10 Blättern im Maßstab 1:300.000 von 1868, eine Karte von Deutschland zur Uebersicht der Eisenbahnen, Gewässer und hauptsächlichsten Straßen von 1869, eine Karte des Fürstentums Birkenfeld von 1869, sowie zahlreiche Karten preußischer Regierungsbezirke und Kreise.
Nach dem Deutsch-Französischem Krieg entstanden unter anderem eine Karte des Reichslandes Elsaß-Lothringen in vier Blättern von 1872, eine Eisenbahn- und Reisekarte von Mitteleuropa von 1874, eine Karte der europäischen Türkei in zwei Blättern von 1876, das Werk Signaturen zum Planzeichnen nach den für die Aufnahmen des königlich preußischen Generalstabes geltenden Bestimmungen von 1876, Specialkarten der einzelnen preußischen Provinzen und der meisten übrigen deutschen Staaten im Maßstab 1:300.000, die ab 1879 erschien, eine Eisenbahn- und Reisekarte vom Deutschen Reiche von 1880, eine Karte von Afrika mit besonderer Berücksichtigung der deutschen Colonieen von 1886 sowie eine Karte der Insel Rügen von 1889.
Eine verbesserte Bearbeitung seiner Großen Specialkarte von Mitteleuropa mit einer Ausgabe für Radfahrer erschien erstmals 1899 bei Ludwig Ravenstein.

## Veröffentlichungen (Auswahl)
- Karte der Hohenzollernschen Lande. Reimer, Berlin 1854 (Digitalisat)
- General-Karte von der Königlich Preussischen Provinz Schlesien. Breslau 1861.
- Atlas der neueren Erdbeschreibung für Schule und Haus. Berlin 1865.
- Karte der Rheinprovinz und der Provinz Westfalen. Berlin 1868.
- Karte von Deutschland zur Übersicht der Eisenbahnen. Einschliesslich der projectirten Linien, der Gewässer und hauptsächlichsten Strassen. Berlin 1870.
- Karte vom Riesen-Gebirge. Berlin 1870.
- Karte der Europäischen Türkei. Berlin 1876
- Karte der Europäischen Türkei und der angrenzenden Länder. Mit den Grenzen nach dem Frieden von San Stefano vom 3. März 1878. Berlin 1878.
- Karte der Provinz Brandenburg. Hannover 1883.
- W. Liebenow's Mittel-Europa. Berlin 1890–1898.